# Lucio Antistio
Lucio Antistio  fue un político y militar romano del siglo IV a. C. que ocupó el tribunado consular en el año 388 a. C.